# 濱本良一
濱本 良一（はまもと りょういち、1952年9月19日 - ）は、日本の中国問題専門家兼ジャーナリスト。国際教養大学国際教養学部教授。専門は中国を中心とした東アジアの国際政治・経済の分析。

## 経歴
愛知県名古屋市出身。1976年、東京外国語大学外国語学部中国語科卒業。同年、読売新聞東京本社編集局採用、青森支局を経て1982年、同東京本社外報部（現・国際部）配属。1985年～1987年、ジャカルタ支局特派員、1987年～1988年、上海支局特派員、1988年～1990年、北京支局特派員。1993年～1997年、香港支局長、2001年～2004年、中国総局長（北京）。2004年～2005年、讀賣新聞調査研究本部管理部長兼出版部長、2006年～2007年同調査研究本部主任研究員。2008年～2011年同論説委員（中国・東南アジア担当）。この間、2007年1月～5月、米カリフォルニア大学バークレー校ジャーナリズム大学院非常勤講師（東アジア政治担当）を務め、2011年10月、讀賣新聞を退社。2012年より公立大学法人・国際教養大学東アジア調査研究センター（CEAR）副センター長（教授）、2014年より同国際教養学部グローバルスタディズ課程教授。2020年3月で同大学を定年退職。現在はフリーランスのジャーナリスト・研究者。
2023年5月より任意団体「中央アジア総合調査会」の常任理事（中国問題）を担当。
2023年6月より一般財団法人「霞山会」主催のYouTube「濱本良一チャンネル」で中国問題に関するテーマを放映中（毎週1回）。https://www.kazankai.org/

### 著作活動
中国・朝鮮問題の月刊誌『東亜』（一財・霞山会発行）に2010年4月より。
毎月、現代中国の現状分析論文＜ASIA　STREM 中国の動向＞を発表中。
１０年～１７年までの論文９３本は省略。https://www.kazankai.org/
【2018年】
「外資系企業に共産党支部設置の動きが加速」　　1月号        「破竹の勢い、中国の電子決済ビジネス」　　　　　　　2月号
「＜一帯一路＞構想が米・台・日包囲網に発展」　3月号         「大胆不敵な憲法改正で習近平長期政権が実現」　　　　4月号
「習政権下で初の中朝首脳会談が実現」　　　　　5月号         「米国を視野に近隣外交強化を図る習政権」　　　　　　6月号
「改革開放40年で無聊を託つ中国知識人」　　　  7月号          「新疆でウイグル族への大規模な思想弾圧」　　　　　　8月号
「習近平批判に抗して愛国キャンペーンを発動」　9月号         「2000億㌦分の制裁課税発動で米中貿易戦争が拡大」　10月号
「痛烈中国批判のペンス演説で“米中新冷戦”」　　11月号        「民営企業への“宣撫”対策に乗り出した習近平」　　　　12月号

【2019年】 
「米中貿易戦争からテクノ覇権戦争に拡大」　  　1月号            「中台統一に向け習近平氏が5項目提案を発表」　　　2月号
「迫りくる＜人口マイナス成長時代＞」　　　　　3月号           「外商投資法の制定など米国を強く意識した全人代」　4月号
「中国の＜一帯一路＞戦略で分断される欧州」　　5月号           「中国が強硬策に転じて米中貿易交渉が暗礁に」　　　6月号
「30年を経ても風化を拒む天安門事件」　　　　　7月号           「米中貿易戦争は一時休戦、中国は安堵と不安」　　　８月号
「香港で返還後初の“ゼネスト”前代未聞の混乱に」 9月号           「米大統領が米企業に中国からの撤退を訴える」　　　10月号
「建国70年で毛沢東の遺体に拝礼した習近平」　　11月号         「一党支配の制度化を模索した＜4中全会＞」　　　　12月号

【2020年】                                              
「米中通商交渉で第1段階の合意達成」　　　　　　1月号         「19年の中国GDP6・1％増は過去29年間で最低」　   2月号
「蔓延する中国の新型コロナウイルス禍は“人災”」 3月号          「新型肺炎で＜両会＞と習近平来日が延期に」　　　  4月号
「景気の大逆流に直面する習近平政権」　　　　　5月号           「チャイナ・リスクを世界に拡散させた中国」　　　　6月号
「香港国家安全維持法で＜一国二制度＞は風前の灯」 7月号      「第2四半期でプラス成長に回復した中国経済」　　　8月号
「トランプ米政権の対中強硬策に戸惑う中国」　　9月号           「欧州で対中政策再検討の機運が生じる」　　　　  　10月号
「エスカレートする尖閣諸島への中国の挑発行為」11月号          「アント上場延期は馬雲の富蓄積を嫌った習氏の指示」12月号 

【2021年】  
「習近平氏が中国の貧困撲滅を宣言」　　　　　　　1月号           「全軍に戦争準備の檄を飛ばす習近平とその狙い」　　2月号
「中国強硬外交は対日・対米で冷却化避けられず」　3月号           「米国とのハイテク覇権争いを確認した全人代」　　　4月号
「スプラトリー諸島で再び中国の進出が活発化」　　5月号           「中国の人口14億は今後10年以内に減少へ」　　　  　6月号
「Ｇ７サミットが中国への異議申し立てで一致」　   7月号           「共産党100周年で習近平氏が超長期政権のスタートを宣言」8月号
「鄭州大水害を顧みずにチベット視察した習氏」　　9月号          「＜共同富裕＞は先端企業や教育・芸能界への締め付け」10月号
「台湾威嚇の中国に米欧日が集団防衛網を形成」　11月号           「6中全会で習政権継続を狙う＜歴史決議＞を採択」　　12月号

【2022年】
「AUKUSを＜核の拡散＞と非難する中国」　　　　　　　　　　　　1月号
「RCEPが発効―電子商取引で東南アジアとの経済一体化狙う中国」　2月号
「北京冬季五輪で中露首脳が＜新型国際関係の構築＞で一致」　　　3月号
「中国も衝撃だったロシアの対ウクライナ全面侵攻」　　　　　　　4月号
「上海市全面封鎖で大混乱、中央との齟齬拡大」　　　　　　　　　5月号
「習氏の総書記3期目就任は順風満帆なのか」　　　　　　　　　 　6月号
「李克強総理の＜十万人経済会議＞に注目集まる」　　　　　　　　7月号
「東シナ海では中国が油ガス掘削を拡大、尖閣では調査船の活動を再開」8月号
「北戴河会議の最中に台湾包囲の大軍事演習」　　　　　　　　　　9月号
「国務院が経済立て直しで調査団を地方に派遣」　　　　　　　　　10月号
「習派圧勝のトップ7人体制で波乱の長期政権へ」　　　　　　　　11月号
「習近平氏3期目元年は延安訪問と軍視察でスタート」　　　　　　12月号

　【2023年】
「コロナ封鎖に国民の不満爆発、大幅譲歩した習近平政権」　　　　　1月号
「新型コロナノ感染爆発と景気低迷に動揺する中国」　　　　　　　　2月号
「中国の偵察気球を米軍機が撃墜、米中関係に衝撃走る」　　　　　　3月号
「習近平氏が国家主席に3選、台湾統一を目指す長期”強国”政権が始動」4月号
「習近平政権が新時代の対台湾政策を始動」　　　　　　　　　　　　5月号
「反スパイ法の強化で外資系企業の摘発が相次ぐ」　　　　　　　　　６月号
「文化・歴史面で欧米主導の秩序に対峙する習近平氏」　　　　　　　7月号

## 著書

### 単著
- 『「経済大国」中国はなぜ強硬路線に転じたか』（ミネルヴァ書房、2012年）ISBN 978-4-623-06347-5
- 『習近平の強権政治で中国はどこへ向かうのか』（ミネルヴァ書房、2014年）ISBN 978-4-623-07174-6
- 『世界を翻弄し続ける中国の狙いは何か』（ミネルヴァ書房、2017年）ISBN 978-4-623-07974-2
- 『富強中国の源流と未来を考える』（霞山アカデミー新書、2022年）　ISBN 978-4-909204-50-9

### 共著
- 『中台危機の構造――台湾海峡クライシスの意味するもの』（勁草書房、1997年）ISBN 4-326-30107-4
- 『中国は何処に向かう？』（蒼蒼社、2001年）ISBN 4-88360-027-0
- 『グローバル化時代の中国』（日本国際問題研究所、2002年）
- 『証言　天安門事件を目撃した日本人たち　「一九八九年六月四日」に何が起きたのか』（ミネルヴァ書房、2020年）
- ISBN 978-4-623-08992-5
- 訳書

- 『銭其琛回顧録』（東洋書院、2006年）ISBN 4-88594-388-4